# Michal Kováč
Michal Kováč (3. srpna 1930 Ľubiša – 5. října 2016 Bratislava) byl slovenský ekonom, bankéř a politik. Po absolvování studií pracoval v bankovnictví až do roku 1989. Po sametové revoluci působil jako ministr financí federativního Slovenska, československý poslanec VPN, později HZDS, a poslední předseda Sněmovny lidu Federálního shromáždění. Po vyhlášení samostatné Slovenské republiky byl zvolen jejím prvním prezidentem, tuto funkci zastával v letech 1993–1998. Období jeho prezidentské působnosti bylo poznamenáno konflikty s tehdejším předsedou vlády Vladimírem Mečiarem.

## Biografie

### Do roku 1989
Vystudoval Vysokou školu ekonomickou v Bratislavě. Zde pak po jeden rok působil jako asistent. Pak nastoupil jako zaměstnanec oblastní pobočky Státní banky československé. V bankovnictví pracoval od roku 1956 až do prosince 1989. Kromě toho působil do roku 1967 jako pedagog a externí pracovník Vysoké školy ekonomické. V letech 1965–1966 byl pedagogem na bankovní škole na Kubě a v letech 1967–1969 působil na postu náměstka v Živnostenské bance v Londýně. Odtud byl stažen v roce 1969 a v roce 1970 vyloučen z Komunistické strany Slovenska v rámci čistek po srpnové okupaci Československa. Za normalizace byl zaměstnán jako bankovní úředník na pobočce Státní banky československé Bratislava-město. Mimo to od roku 1978 do roku 1989 byl vědeckým pracovníkem Výzkumného ústavu pro finance a úvěr, později Ústředního ústavu národohospodářského výzkumu. Specializoval se na otázky měnové politiky a bankovnictví. Od roku 1987 přednášel na Stavební fakultě Slovenské vysoké školy technické.

### Politické aktivity po roce 1989
Ve volbách roku 1990 byl zvolen za VPN do Sněmovny lidu (volební obvod Východoslovenský kraj). Zastával tehdy i vládní funkci. Ve vládě Milana Čiče, první vládě V. Mečiara a vládě J. Čarnogurského působil od prosince 1989 jako ministr financí Slovenské republiky v rámci Československa. Jeho první ministerské angažmá skončilo v roce 1991, kdy Vladimír Mečiar ztratil premiérský post a kdy se hnutí VPN rozložilo. V rámci rozkolu ve VPN přestoupil do HZDS Vladimíra Mečiara, opustil vládu a za HZDS zasedal po zbytek funkčního období ve federálním parlamentu.
V květnu 1991 byl na ustavujícím sněmu HZDS zvolen místopředsedou této formace.
Mandát v parlamentu obhájil za HZDS ve volbách roku 1992. Stal se předsedou Federálního shromáždění. Ve FS setrval do zániku Československa v prosinci 1992. Před volbami v roce 1992 se Michal Kováč a Jozef Moravčík neformálně sešli (bez vědomí Vladimíra Mečiara) se zástupcem ODS a předali mu návrh uspořádání česko-slovenských vztahů v podobě volné unie. Šlo o sondáž možnosti dohody HZDS s očekávanou vítěznou stranou v českých zemích. S podobnou myšlenkou pak HZDS operovalo v počátečních fázích povolebních jednání. Na první povolební schůzce, mezitím co spolu mluvili Václav Klaus a Vladimír Mečiar, předložil Michal Kováč místopředsedovi ODS Miroslavu Mackovi opětovně projekt česko-slovenské unie, který ale ODS odmítla a Macek sám jej označil za projekt „slovenského státu s českou pojišťovnou“. Jako předseda Federálního shromáždění vedl ještě v průběhu srpna 1992 jednání i se zástupci české opozice (ČSSD, ČSS, Zemědělská strana), kde byl projekt česko-slovenské unie hodnocen kladně, ale pro nesouhlas ODS coby koaličního partnera HZDS v jednání nebylo pokračováno. Myšlenku dohody HZDS s českou opozicí ovšem nadále propagoval Kováčův poradce, kterým se stal Jaroslav Šabata, český politik z okruhu Občanského fóra a Občanského hnutí, který jako jeden z mála českých politiků měl dobré vztahy s Vladimírem Mečiarem.

### Prezidentem Slovenské republiky
Cesta k rozpadu Československa dohodou klíčových stran české i slovenské vládní koalice nakonec nebyla revidována a Kováč se začal připravovat na svou politickou budoucnost v rámci samostatné Slovenské republiky. Koncem roku 1992 byli on a jeho jmenovec Roman Kováč nominanty HZDS na post slovenského prezidenta, přičemž po sérii pohovorů s členskou základnou byl v lednu 1993 jako oficiální kandidát HZDS vybrán Roman Kováč. V prvním kole prezidentské volby v Národní radě SR 26. ledna ovšem získal jen 69 hlasů a nedosáhl tak na požadované kvórum 90 hlasů. Nezískal dokonce podporu ani od všech poslanců za HZDS. 27. ledna 1993 v druhém kole získal 78 hlasů (jeho protikandidát Milan Ftáčnik z levicové strany SDĽ jen 31). Ani to nestačilo na zvolení prezidentem. Zástupci politických stran se pak dohodli, že v únoru 1993 se uskuteční nová volba. Z ní byli ovšem vyloučeni všichni neúspěšní kandidáti z 1. volby. Roman Kováč tím ztratil svou nominaci a slovenským prezidentem se pak stal Michal Kováč.
Post prezidenta samostatného Slovenska zastával v letech 1993–1998. Během svého prezidentského působení měl několik významných sporů s tehdejším slovenským premiérem Vladimírem Mečiarem. Na zasedání Národní rady SR 9. března 1994 kritizoval prezident Kováč Mečiarovu politiku. Mečiarova vláda se pak rozpadla a byla dočasně nahrazena vládou Jozefa Moravčíka, kterou koncem roku ovšem vystřídal opět kabinet Vladimíra Mečiara, jenž vyhrál volby. Konfliktní soužití předsedy vlády a prezidenta Kováče tak pokračovalo. Známa je kauza únosu Michala Kováče mladšího, jejíž aktéry Mečiar později ve funkci úřadujícího prezidenta amnestoval. Kvůli neschopnosti politické scény dohodnout se na obsazení prezidentského postu po Michalu Kováčovi se v této funkci vystřídali další úřadující prezidenti a teprve po víc než roce do funkce nastoupil Rudolf Schuster, zvolený již přímou volbou.

### Závěr života
Kováče léta trápila Parkinsonova choroba. Po převozu do nemocnice v pátek 30. září 2016 a po zhoršení stavu ho lékaři uvedli do umělého spánku. Na začátku týdne se Kováčův zdravotní stav zlepšil, byl při vědomí a dýchal sám. Poté se však jeho stav zhoršil a ve středu 5. října 2016 ve večerních hodinách zemřel.

## Vyznamenání
- velkokříž s řetězem Řádu zásluh o Italskou republiku – Itálie, 1994[12]
- velkokříž Řádu za zásluhy Polské republiky – Polsko, 1994[13]
- Řád bílé orlice – Polsko, 18. srpna 1997[14]
- Řád Andreje Hlinky II. třídy – Slovensko, 28. října 1998[15]
- Řád Ľudovíta Štúra I. třídy – Slovensko, 3. září 2000 – udělil prezident Rudolf Schuster[16]